# アッピウス・クラウディウス・クラッスス・インレギッレンシス・サビヌス
アッピウス・クラウディウス・クラッスス・インレギッレンシス・サビヌス (ラテン語: Appius Claudius Crassus Inregillensis Sabinus、生年不詳 - 紀元前449年) は、共和政ローマの政治家、軍人。紀元前471年に執政官（コンスル）を務め、紀元前451年からは十人委員会の一人となった。

## 出自
クラウディウス氏族はアッピウスの祖父でサビニ人であったアッティウス・クラウススが、対ローマ政策で孤立し、紀元前504年に宥和派を引き連れてローマに亡命してきた事から始まった。

## 経歴

### コンスルシップ

#### 平民の敵
紀元前5世紀序盤のローマでの課題は土地分配法に関わる一連の騒動で、紀元前473年には元執政官を告発した護民官ゲヌキウスの不審死の後、元ケントゥリオのウォレロ・プブリリウスの上訴がきっかけとなり執政官付きリクトルのファスケスが折られる程の騒乱が起こっていた。ウォレロはその翌年護民官となると、護民官をトリブス民会で選出するとするプブリリウス法を提出した。この法案が通るとパトリキ（貴族）はクリエンテスを使って護民官選挙に影響力を及ぼせなくなるため審議は紛糾、翌紀元前471年も連続してウォレロが護民官に当選していた。そのためパトリキ側も対抗して、父の代からプレブス（平民）を憎み敵とするアッピウスを執政官に選出した。同僚はティトゥス・クィンクティウス・カピトリヌス・バルバトゥスで1度目の選出であった。
審議ではまずウォレロの同僚ガイウス・ラエトリウスが口火を切り、翌日の投票では命をかけて法案を通す事を宣言した。翌日、ラエトリウスは投票しないものは「立ち退け」と言い、それでも動こうとしなかった貴族を何名か逮捕するよう命じた。アッピウスが反論する。平民の官職に過ぎぬ護民官が何の権限でもって貴族に命令する。コンスルの私ですら市民に言えるのはせいぜい「立ち去ってくれたまえ」だ。君もわきまえたまえよ。逆上したラエトリウスに対し、平民風情がとリクトルを差し向けるアッピウス。護民官を守るため怒り狂った人々がフォルムに押し寄せて来たが一歩も退かず、一触即発となったところでバルバトゥスが割って入り、アッピウスを退場させると、貴族は人々に従い、コンスルは貴族に従うだろう、と人々を説得してどうにか落ち着かせた。
元老院で対応が協議されたが、国家の団結こそ最優先にすべきと結論が出た。アッピウスは紀元前494年の護民官設立より重大な譲歩だと訴えたが、最終的には元老院の決定に従いプブリリウス法は成立した。これを受けて、翌年の護民官は3名増強され5名となった。

#### 闘争
この騒乱をみたウォルスキ族とアエクイ族はローマ領内を荒らし回ったが、事態が沈静化したため撤退した。報復の遠征軍が編成され、アッピウスはウォルスキを担当する事となった。法案の可決を許してしまった彼の心中は穏やかでなく、怒りに任せて過酷な命令を兵たちに課した。兵たちは兵たちで反発して命令に従わず、アッピウスはアッピウスで兵たちをウォレロ共と呼ぶという有様だった。
アッピウスの不人気ぶりはかつてのファビウス氏族以上で、兵たちは本陣を奪われる寸前まで全く戦おうとしなかった。アッピウスは更に過激な手段に訴えようとしたが、レガトゥスの一人にインペリウム（指揮権、命令権）は合意の上に成り立っていると諭され思いとどまった。しかし翌朝後方から奇襲を受けると軍はあっけなく崩壊し、アッピウスは軍紀を正すため持ち場を放棄したケントゥリオを斬首し、軍全体に十分の一刑を科したという。
翌紀元前470年、例年のごとく土地分配法を巡って争いが起こり、アッピウスは再度激しく反対して護民官に告発された。告発されても彼の不遜な態度はいささかも変わることなく、鋭い弁舌に恐れをなした護民官は裁判を一時休止したが、リウィウスもディオニュシオスもアッピウスは急死してしまったとしている。

### 第一次十人委員会
紀元前462年に提出された執政官権限を制限するテレンティリウス法案を巡ってローマではまた争いが起こり、古くなった法の代わりに、平民と貴族から平等に責任者を出し法を定める事が話し合われ、紀元前454年にはアテナイにソロンの法やギリシャの社会を研究するための使節団が派遣されていた。
紀元前452年に使節団が帰国すると、護民官は新法の設立を強硬に主張し、法制定のための十人委員会が設立される事となった。委員会は執政官の代わりに設置されて国政を取り仕切り、上訴は出来ないものとされた。護民官は平民も委員にねじ込もうと交渉したが、身体不可侵などを維持する事を条件に諦めた。
翌紀元前451年、この年の執政官として選出されていたアッピウスは十人委員会の一人となった。ここに登場するアッピウスは平民の敵から一変して平民を擁護する者となっており、圧倒的人気によって委員会の主導権を握った。委員会は極めて円滑に、公正に運営されたという。委員会は10枚の表からなる法案を張り出し、更に人々からの意見を求めて修正案を作り上げ、ケントゥリア民会で可決された。しかしその後更に2枚の追加が必要とされ、人々は執政官制度を嫌い、翌年も公正な委員会が続く事を望んだ。

### 第二次十人委員会

#### 豹変
多くのものが再選に向けて動く中、アッピウスが護民官と連れ立ち平民に媚びを売るのを見た同僚は眉をひそめた。傲慢な彼のことだ、何か裏がある。彼の動きを封じるため選挙管理の役割を与えたが、アッピウスはそれを逆手に取ってキンキナトゥスとバルバトゥス兄弟といったライバルを排除し、ほかを無名な人々で固めて自分が指導的立場に収まった。
アッピウスはもう自らの本性を隠そうとはしなかった。委員会につくリクトルはファスケスに斧をつけ、市民たちを威嚇し、身分によって恣意的な扱いをした。やがて追加の2枚の表（合わせて十二表法）が完成したが、彼らは辞任する気配すらなく、平民を脅し、時には殺して財産を奪い、その利益に目がくらんだ若手貴族を取り込んでいった。
更に翌紀元前449年になっても彼らは権力の座に居座ったが、それを見たサビニ人は略奪を繰り返し、困り果てた彼らは元老院を招集した。しかしウァレリウスが発言を求めるとそれを却下して言い争いとなり、ホラティウスは彼らを十人のタルクィニウスと呼んで厳しく非難した。戦争の危機を強調してはぐらかそうとする委員会に対し、ウァレリウスとホラティウスは激しく反対した。アッピウスは逮捕を命じたが仲裁が入り、結局軍が編成されアッピウスとクィントゥス・ファビウスが指揮する事となった。アッピウスは治安を、ファビウスはサビニ人を担当したが、ファビウスは兵のボイコットもあって敗退したばかりか、混戦のうちに反対者を謀殺しており、更に憎悪を集めた。

#### 情欲

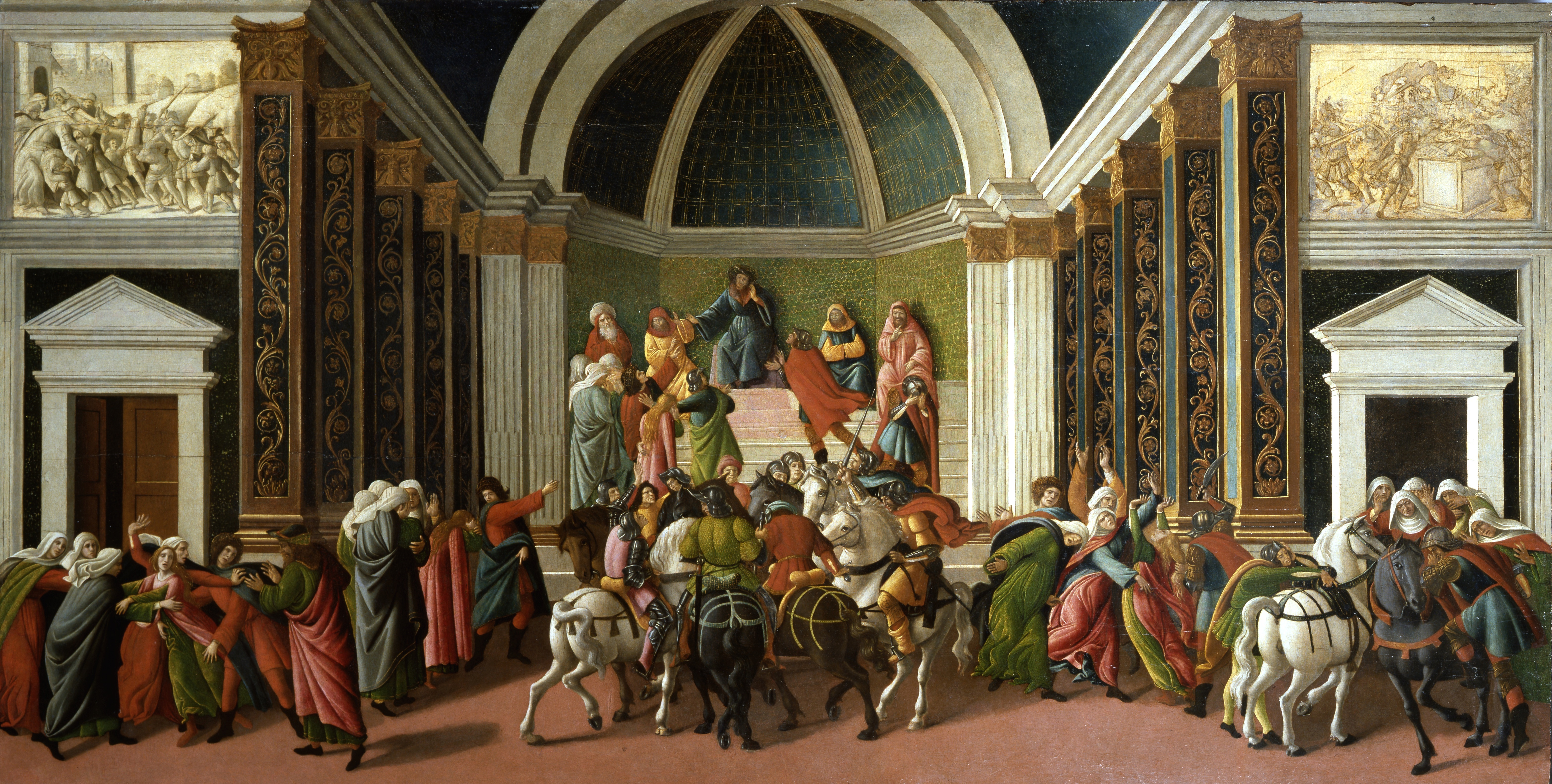
ボッティチェリ画、『ウェルギニアの物語』(1500年頃)

その頃アッピウスはある平民の娘に横恋慕していた。元ケントゥリオのルキウス・ウェルギニウスの娘ウェルギニアで、元護民官イキリウスの許嫁であるにもかかわらず、十人委員会の立場を悪用し合法的に奴隷にして手に入れようと企んだ。茶番同然の裁判が法廷で行われ、ウェルギニウスは法廷の場で「私は獣にくれてやるために娘を育てたんじゃない」と叫んだと言う。アッピウスはインペリウムをちらつかせてウェルギニウスに迫るが、ウェルギニウスは言い訳を作りウェルギニアを連れ出すと、その貞節を守るために彼女を包丁で刺殺し、逮捕を逃れて前線基地へと逃亡した。婚約者のイキリウスは、ウェルギニアの亡き骸を抱きかかえ嘆いたとされる。
アッピウスはイキリウスまでをも逮捕しようとしたが、そこに現れたのは事事に彼に反対していたウァレリウスとホラティウスであった。イキリウスも前線に脱出し、先の謀殺の件もあって憤る兵や義父ウェルギニウスと共にローマへと戻ると、平民を引き連れ聖山に退去した。元老院はここに至って十人委員会の解散を決定したが、委員たちは引き換えに身柄の保証を求めた。ウァレリウスとホラティウスが交渉役に派遣され、平民たちを説得した彼らは護民官や上訴権の復活と引き換えに調停を果たした。アッピウスらも遂に辞任し、すぐに護民官選挙が行われイキリウスやウェルギニウスを含めた10人が選出されると、続いて執政官制の復活がカンプス・マルティウスで決定されたという。

#### 最期
執政官にはウァレリウスとホラティウスが選出され、彼らは護民官の身体不可侵や上訴権を再確認する法を作った（ウァレリウス・ホラティウス法）。そうして安全が保証されたところで、ウェルギニウスが娘を奴隷としたアッピウスを告発した。誰一人弁護するものはおらず、逮捕されようとしたその時アッピウスは「上訴する！」と叫んだ。人々から上訴権を奪ったそのアッピウス当人が上訴を望んだのである。アッピウスは自分が「平民どもの棲家」と呼んでいた牢獄へとつながれ、公判を待つ事となった。クラウディウス氏族は情状酌量を嘆願したが、ウェルギニウスの訴えの方が人々に支持され、それを察したアッピウスは公判前に自決した。第二次十人委員会の財産は没収され、国外追放されたという。